# Rue Noire (Nantes)
Pour les articles homonymes, voir Rue Noire.
La rue Noire est une voie publique de la commune française de Nantes.

## Situation et accès
Située dans le quartier Hauts-Pavés - Saint-Félix et longue d'environ 500 mètres, elle relie la rue Paul-Bellamy à la rue des Hauts-Pavés. Au milieu de son côté sud/est, portant les numéros impairs, elle est rejointe par la rue Haute-Roche. Sur l'autre côté, elle est rejointe successivement par la petite avenue du Gué-Moreau, l'avenue Guillemet, la rue Villebois-Mareuil et la rue d'Anjou. La rue Noire est bitumée et ouverte à la circulation automobile.

## Historique
La rue était à l'origine une portion de la route de Rennes. Au XVIIIe siècle elle avait deux points de départ qui se rejoignaient ensuite vers l'actuel rond-point de la rue Noire. Cette portion du chemin, qui constitue l'actuelle rue Noire, était pavée et entretenue par la municipalité grâce aux deniers d'octroi.
Le premier départ de la route de Rennes et de Vannes se faisait sur la place Viarme. Un devis de l'ingénieur Jacques Goubert de 1731 nous l'indique : « Devis pour l’entretien du pavé faisant partie de celuy des chemins de Rennes et de Vannes depuis ou comencent lesdits chemins dix sept toises en deçà de la porte neuve du fauxbourg du marchix, jusque’ou lesdits deux chemins se séparent, à la croix verte au bout du fauxbourg des hauts pavés ». Les deux chemins se séparaient au lieu nommé la Croix Verte (actuel croisement entre la rue Noire et celle des Hauts-Pavés, au niveau du garage Renault),. Le chemin de Vannes continuait vers son tracé actuel, quant au chemin de Rennes, il se prolongeait jusqu'à l'arche du Gué moreau (l'actuel croisement entre les rues François Bruneau et Anatole le Braz). 
Le second départ de la route de Rennes se faisait au haut du chemin de Talensac (actuel croisement entre les rues de Talensac, Yves Bodiguel et de Bel air),, il continuait sur les actuelles rues de Bel air et de Haute-Roche où il rejoignait l'autre portion de la route, sur l'actuelle rue Noire. Cette partie nord-est de la rue est modifiée par les travaux de François Cacault et Jean-Baptiste Ceineray après 1750, elle est étendue à sa configuration actuelle entre la fin du XVIIIe siècle et le début du XIXe siècle, la rue, encore sans éclairage et mal pavée en 1816, est faiblement urbanisée jusqu'au milieu du XIXe siècle.
La partie nord-est était une portion de la route de Rennes. La voie a porté les appellations de « rue Saint-Jacques », « rue de la Quintinie » et « rue du Général-Bedeau ». En 1790, le plan d'un projet de bureau d'octroi la mentionne comme « rue Noir », puis, sur un plan de 1802, elle apparaît sous le nom de « rue de la Quintinie ». Elle s'appelle « rue Noire » sur le cadastre de 1835 et sur un plan de 1849, et porte toujours ce nom lorsqu'en 1903 elle prend le nom de « rue du Général-Bedeau ». Mais, dans l'usage, les Nantais continuaient d'appeler la voie « rue Noire », si bien qu'en 1910 la municipalité décide de rebaptiser l'artère « rue Noire », tandis qu'une autre voie parallèle, un peu plus au nord-ouest, prend le nom de rue du Général-Bedeau.

Une autre voie de Nantes a porté le nom de « rue Noire ». Elle relie la place Saint-Similien à la place Viarme, et a pris le nom de rue du Martray depuis.
La construction du couvent des capucins débute en 1873 sur les plans des frères Constant et Louis-Prudent Douillard. L'ordre, qui avait jusqu'en 1791 occupé le site autour de l'actuel cours Cambronne, s'y installe l'année suivante. Les autorités, s'appuyant sur la loi sur les congrégations de 1901, expulsent les religieux en avril 1903. L'évènement, immortalisé par une série de cartes postales, provoque des heurts entre catholiques et socialistes. Revenus s'installer en 1918, les capucins, qui accueillent « des pauvres » dans leurs locaux de la rue Noire jusque dans les années 1960, ne sont plus qu'une dizaine lorsqu'ils décident en 1982 de quitter Nantes pour Angers. La propriété est cédée à la Ville en 1985. Au début des années 1990, l'ancienne chapelle des capucins héberge des expositions pour des artistes tels que Pierrick Sorin. Les bâtiments conventuels abritent depuis 1992, le centre chorégraphique national de Nantes et un centre médico-social, tandis que le parc est ouvert au public le 13 février 1993.
Des bains-douches municipaux, œuvre d'Étienne Coutan, sont inaugurés le 27 juin 1925. Fermés vers 1960, ils ont été depuis reconvertis en centre dentaire mutualiste gérés par Harmonie Mutuelle.

## Bâtiments remarquables et lieux de mémoire
Le centre chorégraphique national de Nantes est situé au no 23, dans l'ancien couvent des capucins.
Le parc des Capucins de Nantes, ancienne dépendance du couvent, a son entrée principale dans la rue Noire,.
Au no 45, se trouve l'entrée de l'école primaire publique Rue-Noire. Celle-ci sera à l'origine de la création de l'« Amicale Laïque Rue Noire » (ALRN), dont la section basket-ball, créée en 1932, connaîtra son apogée en 1949 avec la montée dans l’antichambre de l’élite du championnat de France, avant d'évoluer à un niveau départemental et régional au sein du club de Nantes Breil Basket.
Au no 61, se situe l'entrée des anciens bains-douches municipaux dessinés par Étienne Coutan en 1912, le bâtiment est rénové en 1925.

## Voies annexes

### Petite avenue du Gué-Moreau
Il s'agit d'une impasse privée d'environ 75 mètres, qui s'ouvre entre les numéros 12 et 14 de la rue Noire.

### Avenue Guillemet
Il s'agit d'une impasse privée d'environ 100 mètres, qui s'ouvre entre les numéros 16 et 18 de la rue Noire.

### Coordonnées des lieux mentionnés
1. ↑  No 23, centre chorégraphique : 47° 13′ 35″ N, 1° 33′ 45″ O.
2. ↑  Entrée du parc des Capucins : 47° 13′ 31″ N, 1° 33′ 48″ O.
3. ↑  No 45, école Rue-Noire : 47° 13′ 30″ N, 1° 33′ 50″ O.
4. ↑  No 61, anciens bains-douches : 47° 13′ 29″ N, 1° 33′ 52″ O.
5. ↑  Petite avenue du Gué-Moreau : 47° 13′ 39″ N, 1° 33′ 45″ O.
6. ↑  Avenue Guillemet : 47° 13′ 38″ N, 1° 33′ 46″ O.